# Ranulph de Gernon
Ranulph, (IV) le Meschin dit de Gernon ou Ranulf (II) de Chester, né vers 1099 et mort le 16 décembre 1153 à Chester, comte de Chester et vicomte d'Avranches et du Bessin, fut un important baron anglo-normand, l'un des acteurs principaux de la guerre civile anglaise dite l'Anarchie anglaise qui opposa le roi Étienne d'Angleterre à Mathilde l'Emperesse, pour la couronne d'Angleterre. Il joua un rôle très actif dans cette dispute en changeant régulièrement de camp afin de promouvoir au mieux ses propres intérêts.

## Biographie

### Début de carrière
Il est le fils de Ranulph le Meschin (mort en 1129), 3e comte de Chester, vicomte du Bessin, précédemment lord de Cumberland, et de Lucy (mort vers 1138), veuve de Yves de Taillebois, lord de Kendall et de Roger Fitz Gerald, seigneur de Roumare. Lucy était probablement descendante d'une très haute famille anglo-saxonne, et était héritière de nombreux domaines et châteaux dans le comté de Lincoln.
Guillaume de Roumare est donc son demi-frère utérin, et il a une sœur prénommée Alice qui est l'épouse de Richard de Clare, lord de Clare. À la mort de son père, il est déjà majeur et il lui succède donc en Normandie et en Angleterre, et devient le 4e comte de Chester. Pour succéder à son cousin Richard d'Avranches (mort en 1120), son père avait dû rendre sa seigneurie de Carlisle ainsi que d'autres terres, et payer une amende de 1000 livres sterling au roi. Les pipe rolls de 1130 montrent que Ranulph doit toujours cette somme à la couronne. Après la mort de sa mère, il hérite les terres qu'elle avait gardées en douaire, soit environ un tiers de l'honneur de Bolingbroke dans le Lincolnshire. Bien qu'il ait d'importantes possessions en Normandie, son attention est entièrement tournée vers ses intérêts en Angleterre.
Il est régulièrement présent aux conciles que tient le roi, et en 1131 fait serment d'accepter Mathilde l'Emperesse, la fille et héritière d'Henri Ier, comme successeur au trône d'Angleterre. Les documents fiscaux montrent qu'il est exempté de payer le geld (l'impôt foncier), mais il n'y a pas de preuve qu'il soit aussi proche du roi que ne l'était son père. Avant 1135, il épouse Maud, la fille de Robert, comte de Gloucester, fils illégitime d'Henri Ier. Ce mariage montre que le roi tente de l'attacher au parti qui assurera la succession de sa fille.
Pourtant, à la mort du roi en 1135, Étienne de Blois usurpe le trône de sa cousine et se fait couronner sans opposition. Ranulph et son beau-père Robert acceptent le nouveau roi. En 1138, son beau-père renonce officiellement à son vœu d'allégeance à Étienne, et en septembre 1139 Mathilde l'Emperesse débarque en Angleterre pour y faire valoir sa revendication au trône par les armes. Ranulph reste alors loyal au roi.

### Revendications des terres du nord (1136-1139)
En janvier 1136, durant les premiers mois du règne d'Étienne, David Ier d'Écosse franchit la frontière et atteint Durham. Il prend Carlisle, Wark, Alnwick, Norham et Newcastle-upon-Tyne. Le 5 février 1136, Étienne atteint Durham avec une troupe de mercenaires flamands, et le roi écossais est obligé de parlementer. Ils concluent un traité à Durham, et le roi récupère Wark, Alnwick, Norham et Newcastle, et David Ier conserve Carlisle et Doncaster. Ces terres sont chères au comte Ranulf, car elles appartenaient à son père, avant qu'il ne les rende à Henri Ier pour obtenir le titre et l'honneur de Chester. Il les convoite toujours et espérait bien les obtenir d'Étienne. En 1136, il quitte la cour probablement en partie pour protester contre les concessions faites aux Écossais.
En 1139, Étienne négocie à nouveau avec David Ier. Avec le second traité de Durham, Étienne est encore plus généreux avec le roi écossais. Il accorde le comté de Northumbrie à son fils Henry de Northumberland et la ville de Doncaster, en plus du titre et de l'honneur de Huntingdon. Le roi écossais conserve le Cumberland et la ville de Carlisle.
Pour Graeme White, il ne faut pas exagérer l'intérêt de Carlisle et du Cumberland pour Ranulph. Il fait remarquer que ces territoires sont très éloignés de Chester, et qu'il ne semble même pas participer aux trois principales campagnes contre les Écossais, au début du règne d'Étienne. Pour White, le comte est bien plus intéressé par des domaines proches de ceux qu'il possède déjà, notamment dans le Lincolnshire et le nord des Midlands.
En 1140, le prince écossais Henry assiste à la cour du roi Étienne, et Ranulf planifie sa capture quand il sera sur le chemin du retour vers l'Écosse. Le roi ayant eu vent de ce projet lui fournit une escorte et ainsi contrecarre les plans de son vassal.

### La bataille de Lincoln (1141)

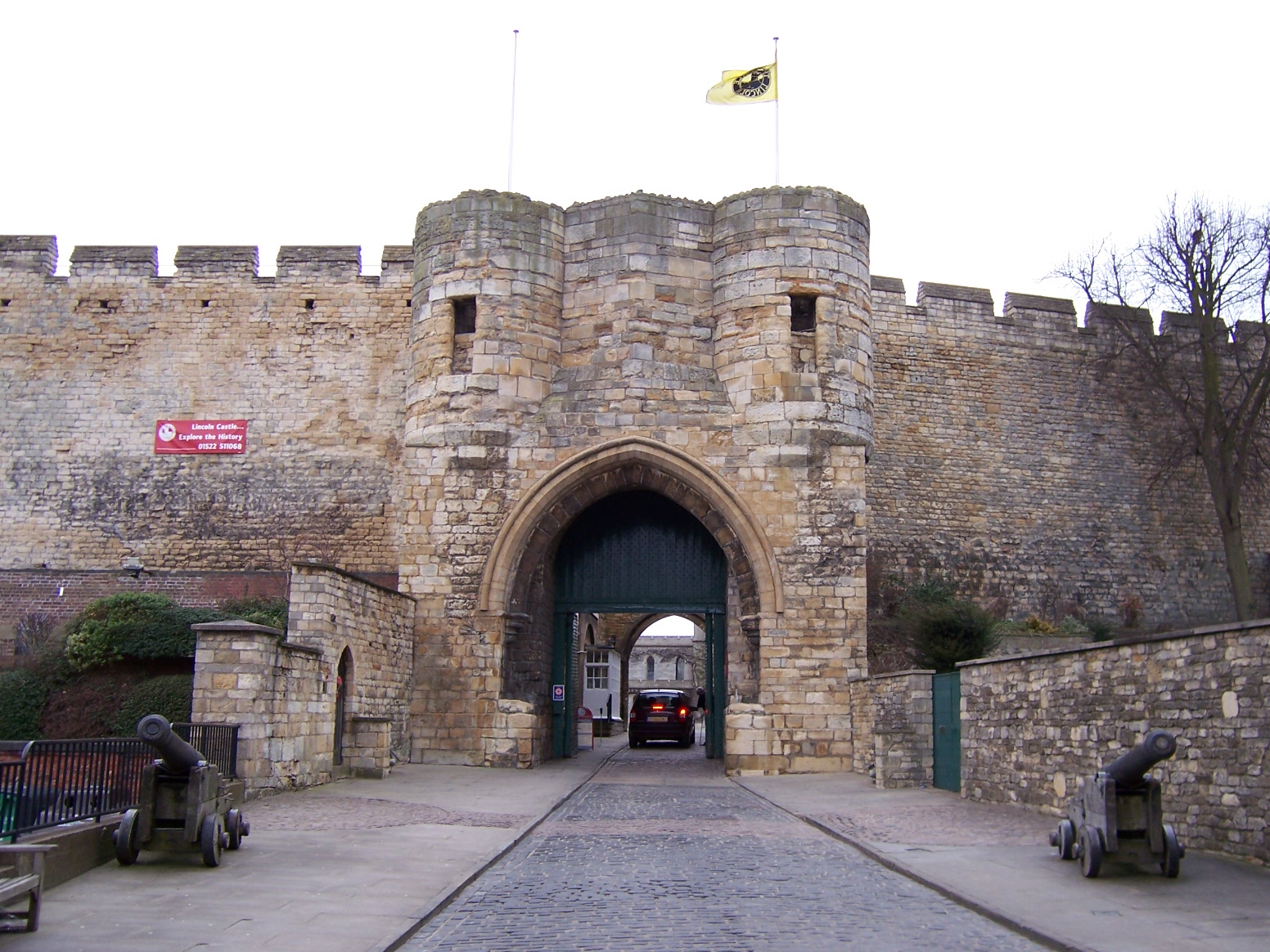
Le château de Lincoln de nos jours

Sa tentative de capture du prince écossais n'ayant pas fonctionné, un peu plus tard la même année il choisit de défier à nouveau Étienne d'Angleterre en s'emparant du château de Lincoln. Pour ce faire, aidé de son demi-frère Guillaume de Roumare, il emploie la ruse. Il se présente au château, avec trois de ses hommes, pour venir y chercher sa femme et celle de Roumare, qui effectuent une visite de courtoisie à la femme du capitaine de la garnison. Invités à entrer sans leurs armes, ils s'emparent de celles présentent dans les lieux et expulsent la garnison. Au même moment, une troupe menée par Roumare intervient.
Dans un premier temps, Étienne décide de faire un pacte avec les deux hommes et de voir s'ils vont tenir leurs promesses. Il leur donne des terres supplémentaires, et c'est probablement à ce moment-là que Guillaume de Roumare est créé comte de Lincoln.
Un peu plus tard, Étienne, averti par les habitants de Lincoln que les deux hommes n'étaient pas sur leurs gardes, reprend la ville et assiège le château. Ranulf parvient à s'enfuir et, ralliant la cause de Mathilde l'Emperesse, demande l'aide de son beau-père, Robert de Gloucester. Le 2 février 1141, la bataille de Lincoln voit la défaite et la capture du roi Étienne. Après la bataille, lui et ses hommes mettent la ville à sac et massacrent un grand nombre de ses habitants. Un peu plus tard, il force le jeune Gilbert de Gand, qu'il a capturé au combat, à épouser sa nièce Rohaise de Clare. Un peu plus tard, il capture Alain le Noir, lord de Richmond, avec qui il se dispute l'honneur de Belvoir de Guillaume d'Aubigné. Il l'oblige à lui rendre la forteresse de Galclint et à lui faire hommage.
Si le comte rejoint le camp angevin de l'Emperesse, ce n'est pas pour aider un camp par rapport à l'autre, mais pour combattre pour ses intérêts et sa famille. D'ailleurs, son nouveau camp se rend rapidement compte que sa fidélité est ambivalente, et qu'il ne recherche véritablement que son propre intérêt. Son alliance avec le parti de l'Emperesse ne l'avance pas dans la réalisation de ses ambitions territoriales dans le nord, car David Ier d'Écosse est un proche allié de celle-ci.
À la suite de la bataille de Winchester le 14 septembre 1141, il se joint d'abord à l'armée de la reine Mathilde de Boulogne, mais les royalistes sont tellement soupçonneux envers lui qu'il décide de rejoindre le camp de l'Emperesse. D'après Guillaume de Malmesbury, il arrive en retard et sa venue ne sert à rien. En couvrant la fuite de sa demi-sœur l'Emperesse, Robert de Gloucester est capturé. Un peu plus tard la même année, il est échangé contre le roi.
En 1142, les Angevins de Geoffrey Plantagenêt, le mari de l'Emperesse, qui sont en train de conquérir le duché de Normandie, s'empare de ses domaines normands et de son château de Briquessart. Étienne assiège une nouvelle fois le château de Lincoln en 1144. Il est aussi impliqué dans divers conflits avec des barons locaux. En 1143, il combat Guillaume le Gros, comte d'Aumale et d'York, pour le contrôle des terres de Gilbert de Gand. Il est aussi en conflit avec le comte d'York et Alain le Noir, le lord (ou comte) de Richmond, pour la garde des domaines de Adam (II) de Brus durant sa minorité.

### L'arrestation à Northampton (1146)
Après avoir affirmé son autorité sur une zone du royaume allant du Cheshire au Lincolnshire par les armes durant les années précédentes, Ranulph se réconcilie avec le roi après une rencontre à Stamford, fin 1145 ou début 1146. Le camp royaliste est alors en train de prendre un certain ascendant en Angleterre.
Pour G. White, une charte émise probablement à cette occasion montre l'incroyable ambition du baron. Le roi lui donne des domaines royaux dans tous les comtés du nord des Midlands, ainsi que les villes de Derby et Newcastle-under-Lyme, plus les honneurs de Belvoir (Lincolnshire, possession de Guillaume d'Aubigné), Tickhill (Yorkshire, possession de Roger de Bully) et Lancastre (sous contrôle écossais). Il obtient aussi la châtellenie de Lincoln. La plupart de ces domaines sont déjà probablement sous son contrôle.
Il montre sa bonne volonté à Étienne en amenant une large force de chevaliers pour la capture de Bedford, puis pour assiéger le château de Brian FitzCount à Wallingford. Toutefois l'entourage du roi se montre méfiant et suspicieux à son encontre,. Les principaux barons royalistes trouvent alarmant qu'il n'ait pas encore rendu les terres et châteaux de la couronne qu'il a saisis. Ils pensent qu'il serait rassurant qu'il consente à donner des otages en gage de sa bonne foi.
Ranulph est à Northampton avec le roi, le 29 août 1146, quand il lui demande de l'aide pour une campagne contre les Gallois qui font des incursions dans ses terres. Le roi est avisé par ses conseillers que le Pays de Galles est parfait pour une embuscade. Il fait donc dire à Ranulf qu'il ne l'aidera pas tant qu'il ne lui aura pas rendu les propriétés royales saisies et qu'il ne fournira pas d'otages en gage de sa loyauté. Le refus de Ranulf de remplir ces conditions fait considérer aux royalistes que la demande d'intervention était en fait un piège, et il est aussitôt arrêté et emprisonné.
Il est conclu que le comte, pour être libéré, doit accepter de rendre les propriétés et châteaux royaux (dont celui de Lincoln) et prêter serment de ne plus s'opposer à lui à l'avenir.
Une fois libre, Ranulf est indigné car il a été arrêté alors qu'il se trouvait sous la protection du roi à la cour, ce qui est une chose normalement inconcevable dans les coutumes féodales. En plus, Étienne a aussi violé son serment de réconciliation fait à Stamford l'année précédente, ce qui est un désastre sur le plan politique.
Ranulph se révolte aussitôt et essaye de reprendre par la force ce qu'il a dû rendre. Il s'ensuit de nombreux affrontements contre les forces royalistes. À Coventry en 1147 et à Lincoln en 1149, il combat même contre le roi en personne, mais sans succès.

### Entente avecDavidIerd'Écosse
Ranulph se rapproche alors de nouveau du parti angevin. La mort de Robert de Gloucester en 1147 et le départ en Normandie de Mathilde l'Emperesse changent considérablement la situation politique dans le royaume. Le comte devient incontournable et il s'implique bien plus qu'il ne l'avait fait avant.
En mai 1149, lorsque le jeune Henri Plantagenêt, fils de l'Emperesse, rencontre le roi d'Écosse à Carlisle et est armé chevalier, Ranulph est présent. Il est même vraisemblable qu'il lui prête serment d'allégeance à cette époque, car dans une charte de 1150 il s'adresse à lui en tant que son vassal. À la même époque, il règle sa querelle de territoire avec David Ier d'Écosse. Il lui fait hommage est reçoit l'honneur de Lancaster, c’est-à-dire le territoire entre la Ribble et la Mersey ainsi que la partie au nord de la Ribble. De son côté il abandonne ses revendications sur Carlisle. Les deux hommes conviennent de renforcer cet accord par un mariage entre Hugues, le fils aîné de Ranulph, et une fille du prince Henry de Northumberland.
Pour conclure cette rencontre, une attaque combinée sur York est prévue, mais entre-temps Étienne atteint le nord avec une importante troupe. L'offensive est abandonnée, et le roi écossais reproche au comte de ne pas être intervenu à temps. Finalement le mariage n'a pas lieu.
Toutefois, grâce à ce compromis, la cause angevine en Angleterre s'assure une loyauté sans faille de Ranulph. Cette fois-ci, il adhère fermement à la cause d'Henri Plantagenêt et lui sera loyal jusqu'à sa mort.

### Traité avec le comte de Leicester
Cette forte adhésion à la cause angevine ne l'empêche pas, néanmoins, de placer ses propres intérêts en tête de ses priorités. Il passe, comme d'autres barons de l'est du royaume, un traité avec Robert de Leicester, le 2e comte de Leicester, un important soutien d'Étienne d'Angleterre. La convention, établie entre 1149 et 1153, détaille très exactement la conduite appropriée à tenir entre eux en cas d'affrontement, mettant ainsi de côté la loyauté due à leur suzerain respectif. Ils se promettent de n'amener que vingt chevaliers s'ils sont obligés par les circonstances à combattre l'un contre l'autre, et de minimiser les dommages causés aux domaines et châteaux adverses.
En 1153, quand Henri Plantagenêt revient en Angleterre pour ce qui sera la campagne décisive, les deux barons se retrouvent dans son camp, et le traité n'est plus de mise. Ranulph, dont la puissance est indispensable à son camp, réussit une nouvelle fois à obtenir des concessions faramineuses de son suzerain. La charte rédigée à Devizes, le centre de commandement angevin en Angleterre, le restaure dans ses possessions, châteaux et titres en Normandie. En Angleterre, elle lui accorde de nombreux domaines dans le nord des Midlands, beaucoup étant les mêmes que ce qu'il avait obtenu d'Étienne en 1146. La charte inclut aussi plusieurs domaines de barons royalistes que Ranulph est invité à capturer. Parmi les barons mentionnés, Guillaume (II) Peverel de Nottingham.

### La mort du comte (1153)
D'après la Gesta Stephani, en 1153, Ranulf survit à une tentative manquée d'empoisonnement par Guillaume (II) Peverel de Nottingham. Alors qu'il est invité chez Peverel, celui-ci empoisonne le vin qu'il offre à Ranulf. Il s'en remet temporairement, car il n'en a pas bu beaucoup. Mais il ne survit pas longtemps à la tentative de meurtre, et meurt le 17 décembre 1153 à Gresley (Derbyshire). En 1155, Peverel est déshérité pour ce crime par Henri Plantagenêt devenu Henri II d'Angleterre. Il est probablement inhumé à l'abbaye de Chester, aux côtés de son père.
À sa mort, son fils et héritier Hugues n'a qu'environ 6 ans. Il ne succédera à son père, en 1162, que dans les domaines que celui-ci possédait à la mort d'Henri Ier, conformément aux clauses du traité de Wallingford.

### Réalisations religieuses
Il fonde l'abbaye savignienne de Basingwerk (Flintshire) en 1131 ; les prieurés bénédictins de Minting (Lincolnshire) pour des moines, et Chester pour des nonnes ; et le prieuré augustin de Trentham (Staffordshire). Cette dernière fondation, faite sur son lit de mort, est probablement une restauration d'un prieuré originellement fondé par son oncle Hugues d'Avranches, le 1er comte de Chester.

### Réputation
Ses contemporains le critiquèrent évidemment très durement. Les chroniqueurs le décrivirent comme un homme plein de ressources, rusé, téméraire, mais à qui on ne pouvait faire confiance, car toujours prêt à conspirer. Sa seule ambition durant le conflit fut de préserver et d'accroître sa puissance territoriale dans le nord des Midlands en saisissant toutes les occasions possibles. Jusqu'en 1146, à chaque fois qu'il choisit un camp, c'était pour en tirer le maximum de bénéfices. Plusieurs autres grands barons agirent ainsi, tel Geoffrey de Mandeville, mais pour C. Warren Hollister, Ranulph cherchait en fait à être indépendant de toute autorité. Pour G. White, il était « exceptionnellement féroce dans la poursuite de ses ambitions, mais en conséquence il était haï par beaucoup et personne ne lui faisait confiance ».

### Famille et descendance
Il épouse, avant 1135 inclus, Maud FitzRobert de Gloucester (vers 1120 – 29 juillet 1189), fille de Robert de Gloucester, comte de Gloucester et de Maud FitzHamon. Ils ont pour descendance connue :
- Hugues de Kevelioc (vers 1147 – 30 juin 1181), 5e comte de Chester, héritier de son père. Il épousa, vers 1170, Bertrade de Montfort (vers 1150 – 12 juillet 1189), fille de Simon III de Montfort, comte d'Évreux  ;
- Richard[15] (mort entre 1170 et 1175)  ;
- Béatrice, épousa Raoul de Malpas.

### Sources
- « Ranulf II Earl of Chester », Christopher Tyerman, Who's Who in Early Medieval England, 1066-1272, Shepheard-Walwyn, 1996 (ISBN 0856831328), p. 146-147.
- Graeme White, « Ranulf (II) , fourth earl of Chester (d. 1153) », Oxford Dictionary of National Biography, Oxford University Press, septembre 2004; online edn, May 2007.
- Comtes de Chester